# Hypodoxa subleprosa
Hypodoxa subleprosa là một loài bướm đêm trong họ Geometridae.